# Viaduc des Vignasses
Le viaduc des Vignasses est un pont à poutres situé dans les Alpes-Maritimes, en France. Il porte l'autoroute A8.